# Altstädtische Kirche (Gumbinnen)
Die Gumbinner Altstädtische Kirche (auch: Stadtkirche) war ein 1720 errichtetes Bauwerk und bis 1945 lutherische Pfarrkirche in der ehemals ostpreußischen Kreisstadt Gumbinnen, der heutigen Rajonshauptstadt Gussew in der russischen Oblast Kaliningrad (Gebiet Königsberg (Preußen)).

## Geographische Lage
Das heutige Gussew liegt an der russischen Fernstraße A 229 (frühere deutsche Reichsstraße 1, heute auch Europastraße 28) im Kreuzungsbereich mit der Fernstraße A 198 (27A-040, deutsche Reichsstraße 132) und der Regionalstraße R 508 (27A-027). Die Stadt ist Bahnstation an der Bahnstrecke Kaliningrad–Nesterow (Königsberg–Stallupönen/Ebenrode), der früheren Preußischen Ostbahn, zur Weiterfahrt nach Moskau.
Der Standort der Kirche war am nördlichen Ufer der Pissa im nordöstlichen Stadtbereich.

## Kirchengebäude
Ein erster Kirchenbau entstand in Gumbinnen im Jahre 1582. Ein unter König Friedrich Wilhelm I. in den Jahren 1719 bis 1720 errichteter Neubau wurde 1810/1811 renoviert und erweitert, wobei er in klassizistischen Formen neu ausgestattet wurde: als verputzter dreischiffiger Ziegelbau mit polygonalem Chorabschluss. Der Turm wurde erst im Jahre 1875 errichtet.
Der Kircheninnenraum war durch Holzsäulen unterteilt. Von den drei Schiffen war das mittlere mit hölzernen Kreuzgewölben überdeckt. Waren die Seitenschiffe anfangs mit ebenen Decken versehen, so wurden sie später gleichfalls mit Gewölbe überdeckt.
Altar und Kanzel waren miteinander verbunden. Die Kirche hatte eine Orgel, ihr Geläut bestand aus zwei Glocken, die in den Jahren 1749 und 1788 gegossen worden waren.
Zur Innenausstattung der Kirche gehörte ein Kronleuchter, der 1731 von dem ersten Gumbinner Großbürger Wilhelm Simony gestiftet worden war. Er befindet sich heute im Ostpreußischen Landesmuseum in Lüneburg.
Die Altstädtische Kirche wurde im Oktober 1944 während eines sowjetischen Luftangriffs zerstört. Nach 1945 wurden die Ruinenreste abgeräumt. 2012 wurde mit dem Neubau einer russisch-orthodoxen Kirche an der Stelle begonnen, 2016 wurde die Allerheiligenkirche von Patriarch Kyrill eingeweiht.

## Kirchengemeinde
Eine evangelische Kirchengemeinde wurde in Gumbinnen im Jahre 1545, nur kurze Zeit nach Einführung der Reformation in Ostpreußen gegründet. Ihr Kirchspiel umfasste mit dem Kirchort insgesamt dreißig Ortschaften und Wohnplätze. Bis 1634 tat hier lediglich ein Pfarrer seinen Dienst. Danach wurde eine zweite Pfarrstelle (sogenanntes: Diakonat) errichtet, die allerdings zwischen 1655 und 1733 ruhte. Im Jahr 1910 folgte eine dritte Pfarrstelle, nachdem bereits im 19. Jahrhundert vielfach Hilfsprediger eingesetzt worden waren. Von den Geistlichen der Altstadt waren auch die Gefangenen-, Militär- und Hospitalseelsorge wahrzunehmen.
Bis 1725 war die Kirchengemeinde Teil der Inspektion Insterburg (heute russisch: Tschernjachowsk). Danach bildete die Stadt Gumbinnen, in der es seit 1752/54 eine zweite lutherische Kirche, die Salzburger Kirche als Tochterkirche der Altstädtischen Kirche gab, mit sieben umliegenden Pfarreien einen eigenen Kirchenkreis Gumbinnen, der bis 1945 zur Kirchenprovinz Ostpreußen der Kirche der Altpreußischen Union gehörte. Im Jahr 1925 zählte die Altstädtische lutherische Kirchengemeinde 18.000 Gemeindeglieder (neben der Neustädtischen reformierten Gemeinde mit 3.800 Gemeindegliedern).
Aufgrund von Flucht und Vertreibung der einheimischem Bevölkerung im Zusammenhang des Zweiten Weltkriegs sowie der nachfolgenden restriktiven Religionspolitik der Sowjetunion brach das evangelisch-kirchliche Leben in Gussew ein.
In den 1990er Jahren entstand hier allerdings eine neue evangelisch-lutherische Gemeinde, vornehmlich aus Russlanddeutschen bestehend, der die restaurierte Salzburger Kirche seit 1995 wieder als Gotteshaus dient. Gussew ist Sitz des Pfarramtes für den Kirchenbezirk im Osten der Oblast Kaliningrad und ist Teil der Propstei Kaliningrad der Evangelisch-lutherischen Kirche Europäisches Russland.

## Kirchspielorte
Zum weitflächigen Kirchspiel der Gumbinner Altstädtischen Kirche gehörten dreißig Orte:
| Name             | Änderungsname 1938 bis 1946 | Russischer Name          |  | Name                                 | Änderungsname 1938 bis 1946 | Russischer Name                |
| ---------------- | --------------------------- | ------------------------ |  | ------------------------------------ | --------------------------- | ------------------------------ |
| Bernen           |                             |                          |  | Perkallen                            | Husarenberg                 |                                |
| Blumberg         |                             | Lunino                   |  | Plicken                              |                             |                                |
| Dauginten        |                             |                          |  | Rudinn                               |                             |                                |
| Friedrichsfelde  |                             |                          |  | Schmilgen                            |                             |                                |
| Gertschen        | Gertenau                    | Jarowoje                 |  | Schunkern                            |                             |                                |
| *Gumbinnen       |                             | Gussew                   |  | Serpenten                            |                             |                                |
| Kailen           |                             |                          |  | Skardupchen                          | Kleinweiler                 |                                |
| *Kallnen         | Bismarckshöh                | Kalinino                 |  | Sodeiken                             |                             |                                |
| Kuttkuhnen       | Eggenhof                    | Walujske                 |  | *Stannaitschen                       | Zweilinden                  | Furmanowo                      |
| *Luschen         |                             | Darwino jetzt: Furmanowo |  | Stulgen                              | Hasenrode                   | Noworetschje                   |
| Marienthal       |                             |                          |  | *Szameitschen 1936–38: Schameitschen | Samfelde                    | Solnetschnoje                  |
| Narpgallen       | Riedhof                     |                          |  | *Thuren                              | Turen                       | Marejewka                      |
| Naujeningken     | Neuhufen                    |                          |  | *Waiwern                             | Seilhofen (Ostpr.)          | Nowosselje, jetzt: Pokrowskoje |
| *Norutschatschen |                             |                          |  | *Wilkehlen                           | Wilken                      | Pugatschjowo                   |
| *Pakullauken     |                             |                          |  | *Wilkoschen                          | Wolfseck                    | Gruschewka                     |

1. ↑  Der * kennzeichnet einen Schulort

## Pfarrer
In den genau 400 Jahren des Bestehens der evangelischen Kirchengemeinde der Altstädtischen Kirche in Gumbinnen amtierten als Pfarrer:

### 1. Pfarrer, teilw. Superintendent
- NN.
- Alexander Rohd, 1582–1583
- Valentin Pusch, 1583–1620
- Johann Dembovius, 1619–1633
- Severin Wircinsius, 1633–1654
- Johann Vorhoff, 1655–1672
- Michael Mörlin, 1672–1708
- Chr. Martin Rosochatius, 1708–1709
- Christoph Rebentisch, 1709–1724
- Christoph Geystadt, 1725–1735
- Gregorius Biermann, 1735–1736
- Erhard Wolff, 1736–1759
- Gerhard Ludwig Mühlenkampf, 1759–1766
- Reinhold Ortlieb, 1766–1786
- Karl Gotthard Keber, 1787–1835[11]
- Karl Julius Franz Hecht, 1832–1836[12]
- Friedrich Otto Arnoldt, 1848–1850[12]
- Eduard Gustav Albrecht, 1850–1857
- August Heinrici, 1858–1881
- Johann Theodor Hugo Rosseck, 1883–1897
- Emil Gottl. Sev. Gemmel, 1898–1929
- Friedrich Wilhelm Konrad Klatt, 1925–1945

### 2. Pfarrer/Diakonen
- Johann Westerus, 1634–1639
- Johann Weyda. 1640–1648
- Johann Georg Lüdemann, 1648–1653
- Johann Vorhoff, 1654–1655
- Vakanz 1655 bis 1733
- Friedrich Wilhelm Haack, 1733
- Heinrich Ernst Rabe, 1734–1744
- Johann Ludwig Reidnitz, 1746–1749
- Otto Gottlieb Fiedler, 1751–1758
- Gottfried Schlemüller, 1758–1763
- Friedrich Pastenaci, 1763–1770
- Christian Reimere, 1770–1799
- Johann Jacob Contag, 1799–1816
- Georg G. Wilhelm Wegner, 1817–1823
- Johann Christlieb Krause, 1823–1825
- Carl August Jordan, 1825–1832
- Justus Julius Ludwig Mack, 1832–1846
- Franz Theodor W. Passauer, 1846–1857
- Ernst Adolf Jacob Krüger, 1857–1858
- Friedrich Heinrich Otto Hasse, 1859–1881
- Hans K. Heinrich Leidreiter, 1881
- Otto Theodor B. Petrenz, 1882–1885
- Constantin Ferdinand Paul Heinrici, 1885–1902
- Rudolf Krieger, 1902–1928
- Gustav Plitt, 1929–1945

### Hilfsprediger und 3. Pfarrer
- Carl Rudolph Jacoby, 1847–1851
- Wilhelm August Rohde, 1881–1882
- Cäsar C. Em. G. Zimmer, 1882–1883
- Friedrich Wilhelm Bock, 1891–1892
- Otto Julius Winkel, 1893–1895
- Hermann Pilzecker, 1901–1902
- Ernst Siebert, 1902–1903
- Georg Dittmar, 1903–1904
- Richard Ademeit, 1906
- Hermann Adolf Richard Utecht, 1906–1907
- Otto Eichel, 1910–1911
- Heinrich Otto Johann Besch, 1912–1917
- Martin Schimmelpfennig, 1918–1945

## Kirchenbücher
Von den Kirchenbüchern der Altstädtischen sowie Salzburger Kirche haben sich erhalten und werden im Evangelischen Zentralarchiv in Berlin-Kreuzberg aufbewahrt:
Pfarrstelle 1:
- Taufen: 1733 bis 1873
- Trauungen: 1765 bis 1919
- Begräbnisse: 1765 bis 1876

Pfarrstelle 2:
- Taufen: 1765 bis 1873
- Trauungen: 1765 bis 1876
- Begräbnisse: 1832 bis 1854